# Castilleja guadalupensis
Castilleja guadalupensis är en snyltrotsväxtart som beskrevs av T. S. Brandegee. Castilleja guadalupensis ingår i släktet målarborstar, och familjen snyltrotsväxter. Inga underarter finns listade i Catalogue of Life.